# Marinus Boezem
Marinus Lambertus van den Boezem (Leerdam, 28 januari 1934) is een Nederlandse conceptueel kunstenaar en beeldhouwer.
Boezem wordt, samen met de kunstenaars Jan Dibbets en Ger van Elk, gezien als de grondlegger van de conceptuele kunst en arte povera in Nederland in de jaren zestig. Hij staat bekend om zijn vernieuwende kunstopvattingen, zijn bizarre en vaak ludieke happenings en zijn werk in de openbare ruimte.

## Biografie
In 1954 begon Boezem zijn artistieke opleiding aan Academie Artibus in Utrecht, maar verliet deze na een jaar om zijn studie verder te vervolgen aan de Vrije Academie in Den Haag. Tot eind jaren vijftig was Boezem vooral actief als kunstschilder en tekenaar, maar vanaf de jaren zestig ging hij ook ruimtelijk werken. Geïnspireerd door het Nouveau Réalisme (Nieuw realisme) rekende Boezem af met het spirituele en ambachtelijke in de kunst en begon hij met het maken van werken die dicht bij het maatschappelijk leven staan en waarin de openbare ruimte een belangrijke rol speelt. Zijn werk uit deze periode is conceptueel van aard en vaak gemaakt van niet-artistieke materialen. Boezems werk past hiermee in de nieuwe ontwikkelingen die zich in de jaren zestig voordeden in de kunstwereld. Vaak verkocht Boezem zijn kunstwerken slechts als een idee op papier en werden ze pas gerealiseerd in de tentoonstellingszaal. Ook streefde hij, net als zijn tijdgenoten Dibbets en Van Elk, ernaar de beeldende kunst buiten de muren van het museum te brengen. Veel van zijn werken konden dan ook niet in een museum worden geplaatst. Zo stelde hij in 1960 een stuk polder, in de buurt van Asperen, als 'ready-made' tentoon. Met deze actie zette hij zichzelf voor het eerst neer als conceptueel kunstenaar.
Vanaf midden jaren zeventig begon Boezem zijn conceptuele ideeën ook in de beeldhouwkunst uit te werken. In zijn beeldhouwwerken speelt de sfeer en functie van de omgeving een belangrijke rol. De thema’s uit zijn conceptuele werk van de jaren zestig, zoals lucht, licht, geluid en beweging blijven ook in zijn beeldhouwwerken leidende motieven. In de jaren zeventig werd ook lesgeven een belangrijke bezigheid van Boezem. In de jaren tachtig werkte hij aan een aantal grote projecten waarin het landschap een belangrijke rol speelt. Zijn grootste en belangrijkste project uit deze periode is De Groene Kathedraal. Voor dit kunstwerk liet Boezem 178 Italiaanse populieren aanplanten in de vorm van een gotische kathedraal in de Flevopolder bij Almere. Hiervoor gebruikte hij de plattegrond van de Notre-Dame in Reims. Boezems landschapswerken worden ook wel tot de Land Art gerekend. Motieven als landschap, heelal, klimaat, licht, lucht en cartografie staan centraal in Boezems oeuvre en komen terug in zijn werk uit de jaren tachtig en negentig. In de jaren negentig maakte hij verschillende videowerken, maar ook veel sculpturen in de openbare ruimte.
Vooral zijn werk uit de jaren zestig heeft Marinus Boezem internationale bekendheid gegeven en hij heeft als een van de eerste Nederlandse conceptuele kunstenaars een grote invloed gehad op de ontwikkeling van de beeldende kunst in Nederland.

## Werken en tentoonstellingen

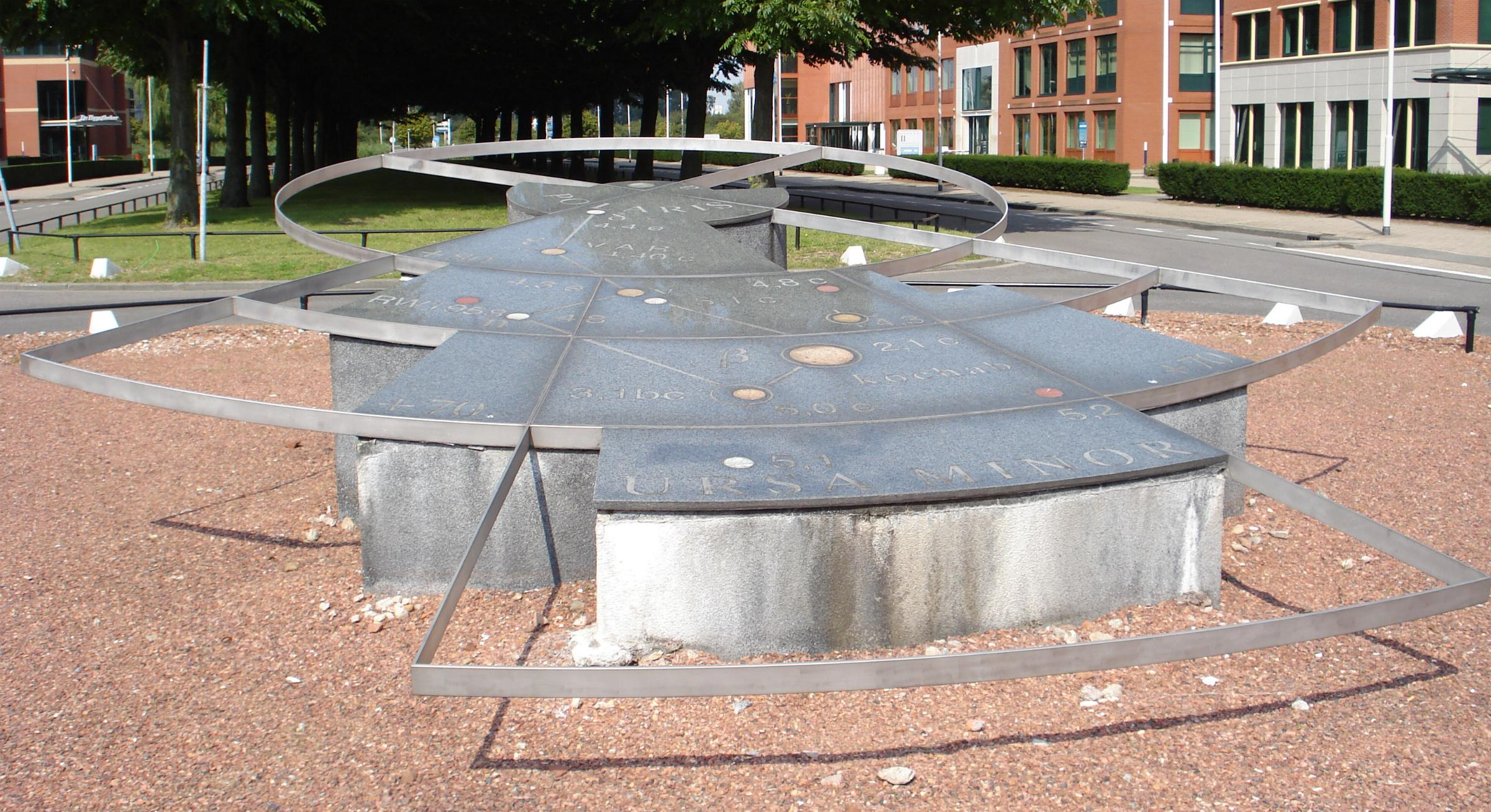
Het kunstwerk Polaris & Octans van Boezem (1997) in Brainpark, Rotterdam.

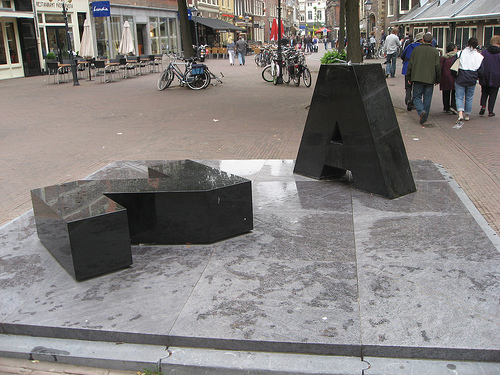
AZ op de Oude Groenmarkt in Haarlem.

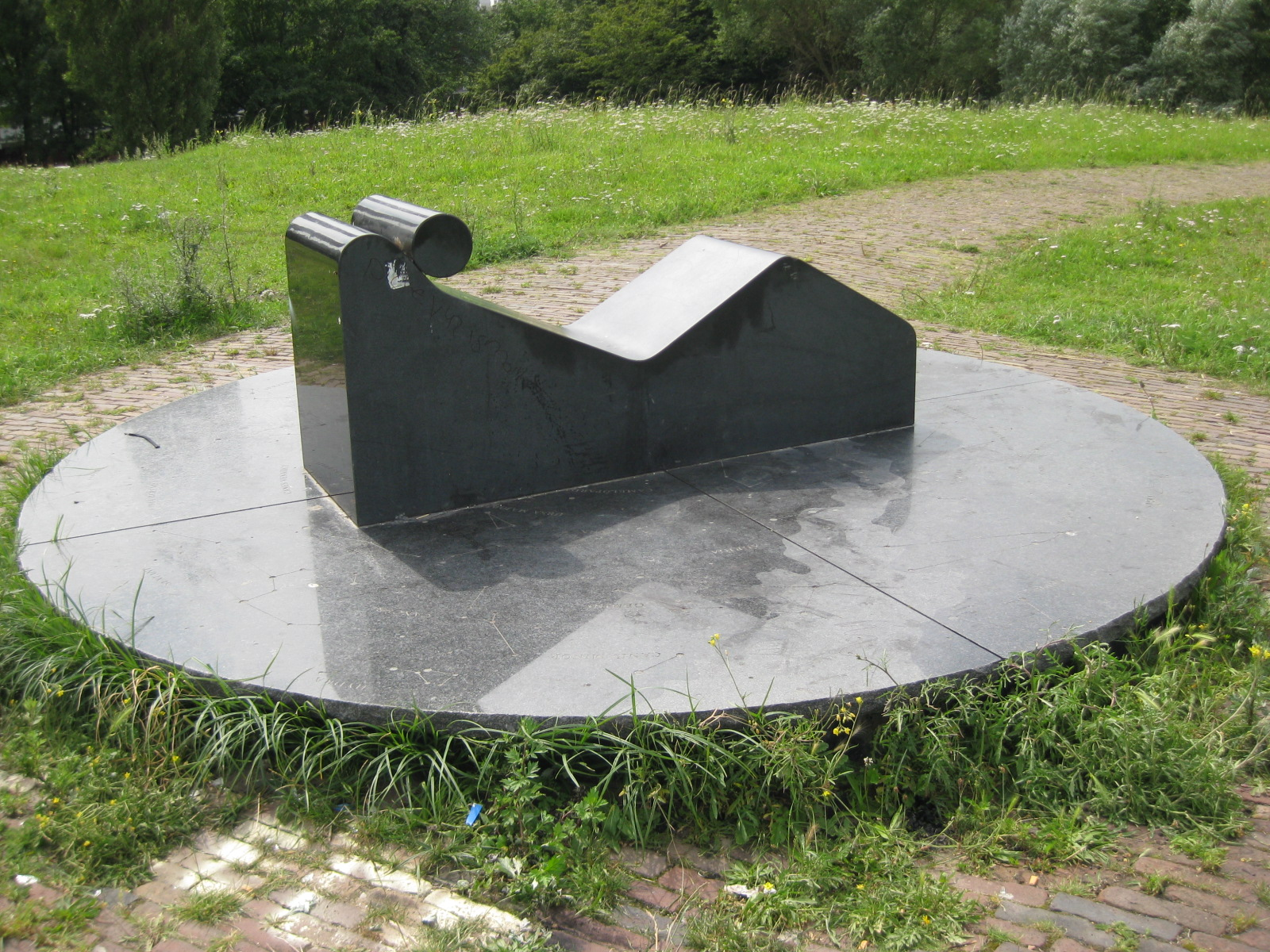
Observatorium uit 1992 in Amsterdam-Noord

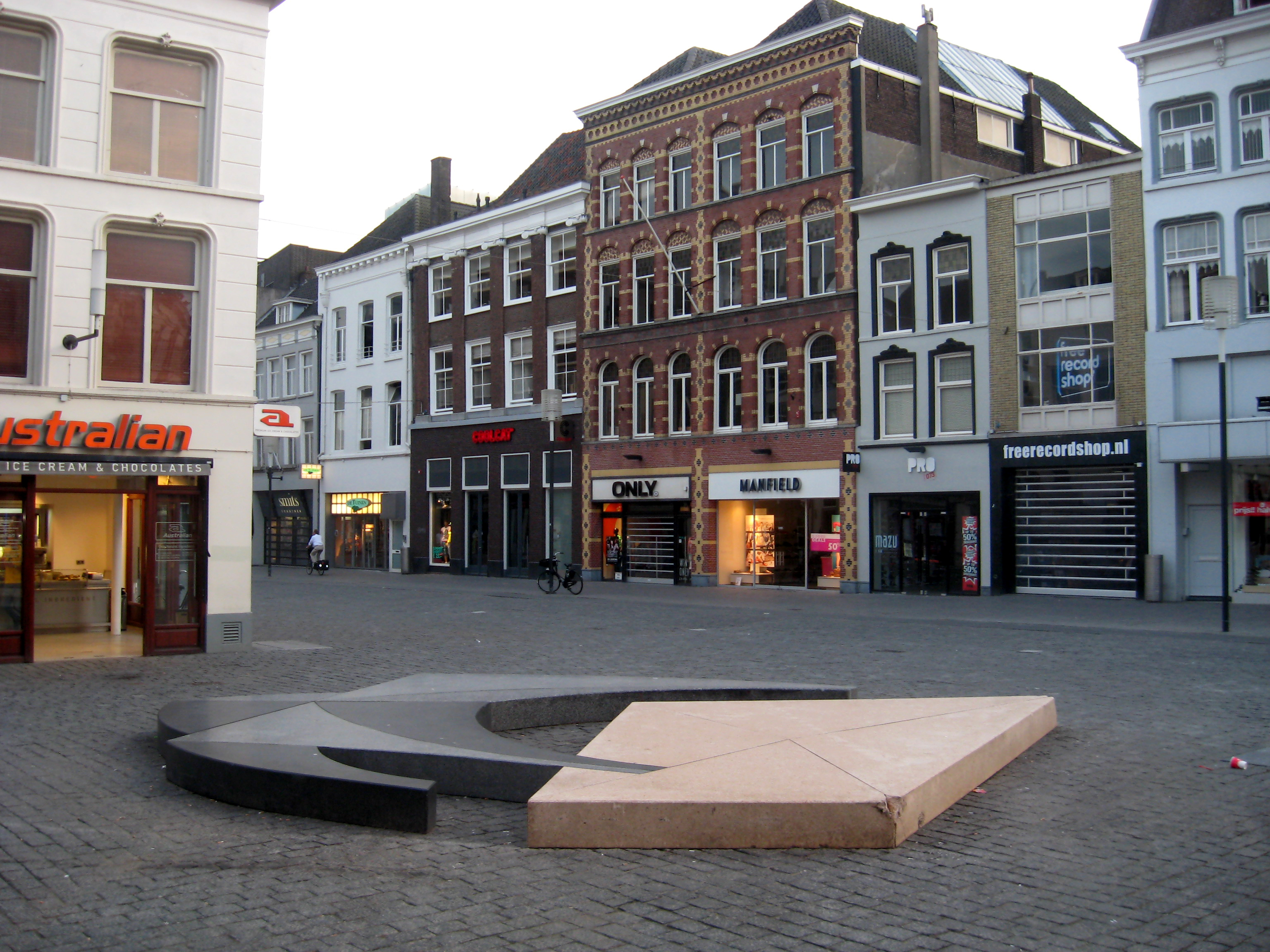
Étude Gothique (1986) op de Pensmarkt in 's-Hertogenbosch; verwijderd in 2018.

De Shows, een samenhangende reeks tekeningen gemaakt tussen 1964 en 1969, is kenmerkend voor Boezems vroege periode en typerend voor het conceptuele karakter van zijn werk. Het zijn simpele ontwerpschetsen voor tentoonstellingsprojecten, die Boezem stencilde in meerdere oplages en verstuurde naar personen in het kunstcircuit of persoonlijk aan de man bracht bij musea en galeries. In Show V deed Boezem een voorstel voor een tentoonstellingsruimte met verschillende luchtdeuren, waar men doorheen kan lopen en zo een zintuiglijke ervaring van warmte, lucht en kou krijgt. De luchtdeuren ontstaan doordat warme en koude lucht onzichtbaar de ruimte in worden geblazen.
In 1969 nam Boezem deel aan twee vernieuwende tentoonstellingen. Bij Op Losse Schroeven in het Stedelijk Museum in Amsterdam werd werk van Boezem tentoongesteld, samen met dat van andere Nederlandse en internationale kunstenaars waaronder Walter De Maria, Mario Merz, Bruce Nauman, Robert Smithson en Gilberto Zorio. Voor deze tentoonstelling hing Boezem wit beddengoed uit de ramen van de eerste verdieping van het museum. Het kunstwerk gold aan de ene kant om de wisseling van wind en weer te benadrukken, maar was aan de andere kant ook bedoeld als een komische verwijzing naar de Nederlandse gewoonte om gewassen beddengoed uit het raam te hangen om te drogen. Met dit project bracht Boezem kunst in de publieke ruimte en introduceerde hij tegelijkertijd de publieke ruimte in de kunst, door de grens tussen buiten en binnen het museum te vervagen. Dit karakter hadden ook de andere werken die op deze tentoonstelling gepresenteerd werden. De tweede tentoonstelling When Attitudes Become Form vond plaats in de Kunsthalle in Bern. Hier werd werk van Boezem getoond in het gezelschap van dat van bekende kunstenaars als Carl Andre, Joseph Beuys, Richard Serra, Richard Long en Lawrence Weiner. De immateriële en vaak filosofisch getinte kunstwerken op deze tentoonstellingen waren een revolutie in de kunstwereld.
In 1971 nam Boezem deel aan de tentoonstelling Sonsbeek Buiten de Perken in het Park Sonsbeek in Arnhem. Deze manifestatie toonde land art, film, video en actuele tendensen in de beeldhouwkunst. Voor deze tentoonstelling maakte Boezem een ontwerp voor een project waarin hij het hele park als geheel betrok. Een apparaat waarmee tijdens de oogst vogels worden opgeschrikt zou in het park worden geplaatst en met regelmaat een knal geven. De knal zou van verschillende plaatsen in het park anders gehoord worden door de profilering van het park. Het plan werd uiteindelijk niet gerealiseerd wegens bezwaren van de milieubeweging en vervangen door een filmproject Hooglandse kerk in Leiden.
In 1979 voerde Boezem in de Vleeshal in Middelburg de act l'Uomo Volante op tijdens de opening van de expositie Space Sculptures. Gekleed in een soort vliegenierspak hield Boezem achter zich een spiegel van hetzelfde gewicht als hijzelf in wankel evenwicht met behulp van touwen die over zijn schouders waren geslagen. In het spiegelbeeld leken de touwen aan de gewelven te hangen. De beweging van de spiegel registreerde de ademhaling en de krachtinspanning. Toen Boezem de spiegel niet langer hield, viel die op de grond kapot. In de scherven weerspiegelde zich het stergewelf van de Vleeshal. Deze act behoort tot de sleutelwerken binnen het oeuvre van Boezem.
Het gotische gewelf komt als motief vaker terug in Boezems werk, zoals in de sculptuur Étude Gothique uit 1985 die zich bevindt op de Pensmarkt in 's-Hertogenbosch. Het werk is een dertig centimeter hoog podium van verschillende kleuren gepolijst graniet en lijkt de schaduw van een gotische gewelfboog te zijn.
In 1998 maakte Boezem het werk Polaris & Octans voor het bedrijventerrein Brainpark in de Kralingse Zoom van Rotterdam. Het werk bestaat uit twee in graniet uitgevoerde sculpturen die 18 meter uit elkaar staan. Samen beelden ze de sterrenhemel uit. In de sculptuur Polaris is een schematische weergave gegraveerd van de gebieden rond de ("noordelijke") Poolster; in Octans de gebieden rond de niet bestaande "zuid-poolster". De sculptuur is opgenomen in de ruimtelijke structuur van het stedelijk kantorengebied waarin zij is gesitueerd.
In 1999 vonden er ter ere van Boezems 65e verjaardag gelijktijdig drie verschillende tentoonstellingen over zijn werk plaats in Nederland. In het Kröller-Müller Museum was een overzicht van zijn vroege werk te zien; Museum De Paviljoens in Almere toonde het aan het landschap gerelateerde werk; voor de De Vleeshal in Middelburg had Boezem een nieuw werk gemaakt dat verwijzingen bevatte naar zowel het vroege als het landschappelijke werk.
In zijn recente werk houdt Boezem zich vooral bezig met het beeldhouwen. In 2007 maakte hij in opdracht van de gemeente Haarlem de sculptuur AZ, ter ere van tekstdichter Lennaert Nijgh (1945-2002). Het marmeren beeld met de letters A en Z symboliseert de teksten die Nijgh schreef. Het is geplaatst na de herinrichting van de Oude Groenmarkt in Haarlem in 2006 en 2007. In de A is een kleine fontein opgenomen.
In Wageningen zijn van hem twee kunstwerken met de titel Tectona Grandis geplaatst, en ook Amsterdam heeft een kunstwerk met die titel. Voor vriend Willem Breuker maakte hij een sculptuur voor het Grafmonument van Willem Breuker (2010).
In 2016 bouwde hij in de Verbeke Foundation in Kemzeke La Lumière Cistercienne Baudelo-Gent. De abdij van Baudelo bij Sint-Niklaas had een refuge in Gent. In de middenbeuk van de kapel stond jarenlang een stelling om het dak te stutten. Na de renovatie van het dak werd de stelling in de Verbeke Foundation terug opgesteld, maar nu gevuld met populieren, terwijl de zijbeuken en de kooromgang geplaveid werd met het puin van het leien dak.
In 2021 werden in het Kröller-Müller Museum voor het eerst alle vijftien Shows van Boezem, gemaakt tussen 1964 en 1969, tegelijkertijd gepresenteerd. Ter gelegenheid hiervan verscheen ook het boek Marinus Boezem. Alle Shows en werd een film gemaakt: Show me Marinus Boezem (Paul Kramer en Martijn Tervoort).

## Musea
Enkele musea waar werk van Marinus Boezem werd tentoongesteld:
- Museum Boijmans Van Beuningen, Rotterdam
- Stedelijk Museum Amsterdam
- Kröller-Müller Museum, Otterlo
- Corcoran Gallery of Art, Washington D.C.
- Empress Place Museum, Singapore
- Van Abbemuseum, Eindhoven
- Museum of Modern Art, New York
- Brooklyn Museum, New York
- Museum of Contemporary Art, Chicago
- Municipal Museum of Fine Arts, Kioto
- Royal Institute of British Architects Gallery, Londen
- Verbeke Foundation, Kemzeke
- Oude Kerk, Amsterdam

## Trivia
- Van "De Groene Kathedraal" werd door TPG in 2006 een postzegel uitgegeven.